# Karl Stürmer (Maler)

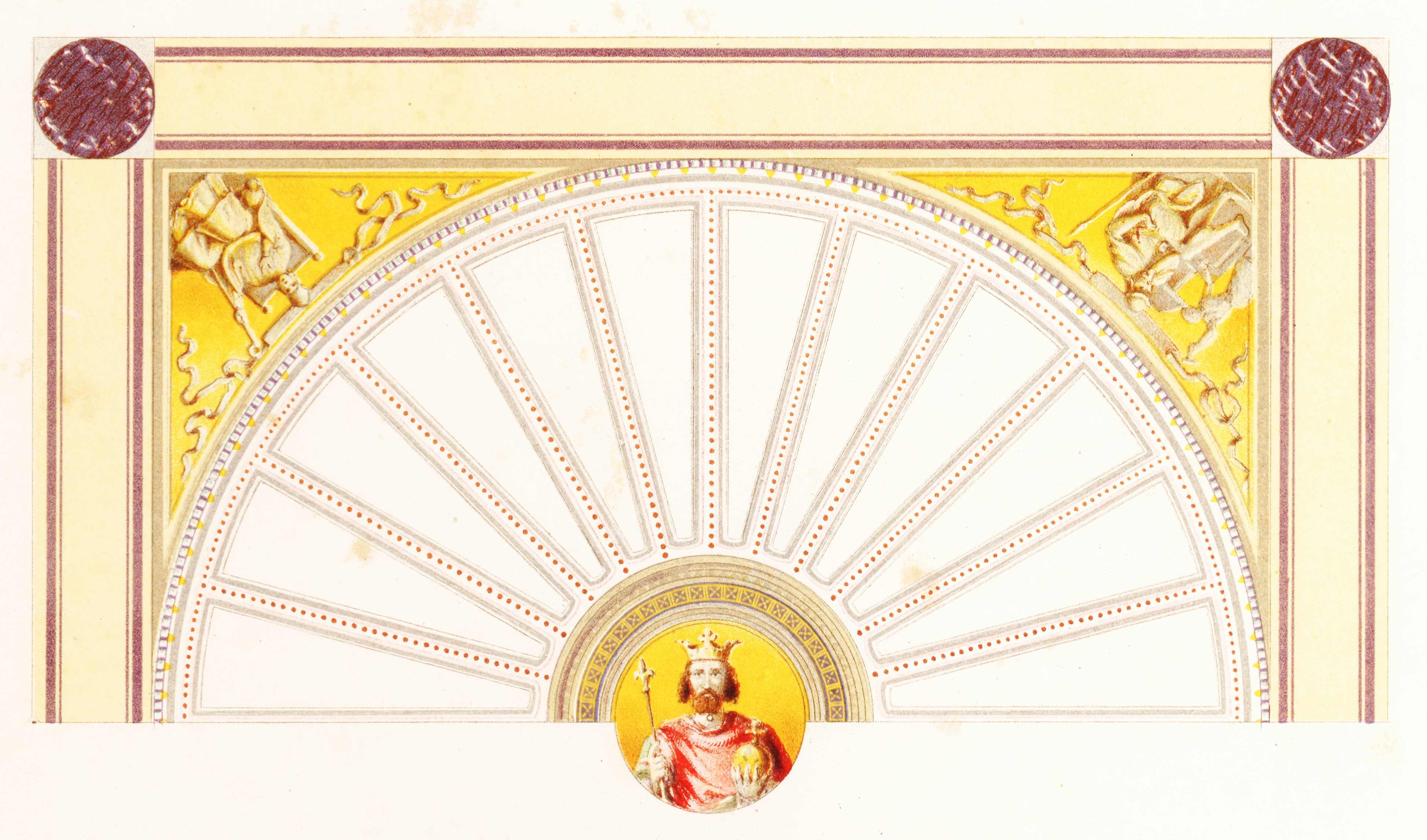
Decke des „Mittelalterlichen Saales“ im Neuen Museum zu Berlin mit Porträts römisch-deutscher Kaiser

Karl Benjamin Stürmer (* 1803 in Berlin; † 29. März 1881 ebenda) war ein deutscher Freskenmaler.

## Leben
Karl Stürmer wurde 1803 in Berlin als Sohn des Malers und Radierers Heinrich Stürmer (1774 oder 1775–1855) und Bruder des Bildhauers Wilhelm Stürmer geboren. Nach einer Ausbildung bei seinem Vater studierte er ab 1821 bei Peter von Cornelius an der Kunstakademie Düsseldorf. 1825 folgte er Peter von Cornelius nach München, wo er unter anderem an der Ausmalung der Glyptothek mitwirkte. 1829 und 1830 arbeitete Karl Stürmer in Rom, zurückgekehrt nach München malte er in der Ludwigskirche Fresken nach den Entwürfen von Peter von Cornelius. 1842 folgte er seinem Lehrer Cornelius nach Berlin und beteiligte sich an der Ausführung der Fresken nach den Entwürfen Karl Friedrich Schinkels in der Vorhalle des Alten Museums. Weitere Aufträge folgten für die Kapelle des Berliner Stadtschlosses und für das Neue Museum. Er starb am 29. März 1881 in Berlin.

## Werke
- Düsseldorf
  - Fresken des Barbarossa-Zyklus im Schloss Heltorf, Angermund
- München
  - 1827–1829: Wandfresken Die Schlacht bei Mühldorf 1258 und Die Erstürmung Belgrads 1688 an der Ausmalung der Hofgartenarkaden, München
  - Beteiligung an der Ausmalung der Glyptothek nach Entwürfen von Peter von Cornelius, München (zerstört)
  - 1836–1840: Mitarbeit bei der Ausmalung der Ludwigskirche, München nach Entwürfen von Peter von Cornelius
- Berlin
  - 1842: Beteiligung an der Ausmalung der Vorhalle des Alten Museums, Berlin, nach Entwürfen Karl Friedrich Schinkels, Berlin (zerstört)
  - Figuren des Propheten Daniel und von Johannes dem Täufer auf Goldgrund in der Kapelle des Berliner Schlosses, Berlin (zerstört)
  - ca. 1850: Porträts römisch-deutscher Kaiser in den Deckenmedaillons des „Mittelalterlichen Saales“ im Neuen Museum, Berlin
- Potsdam
  - Medaillons der vier Propheten des Alten Testaments Jesaja, Jeremia, Ezechiel und Daniel in den Pendentifs zwischen Tambour und Predigtraum in der Nikolaikirche nach Entwürfen von Peter von Cornelius, Potsdam